# Odoardo Baldi
Odoardo Baldi (Pistoia, 12 febbraio 1921 – Roma, 19 maggio 2014) è stato un fantino e driver italiano.
Ancora in attività all'età di 86 anni, ha vinto il 19 marzo 2007 Premio Silva Om, con il suo cavallo Bodrero.
È famoso al pubblico che meno segue il mondo del trotto per esser stato il driver dei cavalli del gangster Lucky Luciano negli anni cinquanta.